# Arroyo del Humo
El arroyo del Humo es un curso natural de agua que nace en el límite entre Argentina y Chile y fluye hacia el norte estableciendo la frontera hasta su desembocadura en el río Huemules (Simpson).
No confundir con el arroyo de los Humos de la cuenca del río Rapel.

## Historia
La soberanía sobre la zona fue motivo de controversia en la fijación de límites entre Argentina y Chile, las que fueron zanjadas en el Laudo limítrofe entre Argentina y Chile de 1902, y quedó estipulada en el fallo emitido por la corona Británica.
Luis Risopatrón lo describe en su Diccionario jeográfico de Chile (1924):
Humo (Arroyo del). Nace en las faldas N del cerro Rojo, corre hacia el N, constituye la línea de frontera con la Arjentina i se vácia en la márjen S del río Huemules, del Simpson.